# Pierre Varignon
Pierre Varignon (Caen, 1654 — Paris, 23 de dezembro de 1722) foi um matemático francês.
Foi educado em um colégio jesuíta e na Universidade de Caen Basse-Normandie, onde recebeu sua graduação de mestre, em 1682. Recebeu a ordenação no ano seguinte.